# روبير كوستا فينتورا
روبير كوستا فينتورا (بالإسبانية: Robert Costa) (6 يونيو 1994 بغيرونا في إسبانيا - ) هو لاعب كرة قدم إسباني في مركز الدفاع. لعب مع نادي بادالونا ونادي برشلونة ب ونادي برشلونة.

## روابط خارجية
- روبير كوستا فينتورا على موقع قاعدة بيانات كرة القدم.إي يو (الإنجليزية)
- روبير كوستا فينتورا على موقع Soccerbase.com (لاعب) (الإنجليزية)
- روبير كوستا فينتورا على موقع Soccerway.com (الإنجليزية)
- روبير كوستا فينتورا على موقع عالم كرة القدم.نت (الإنجليزية)
- روبير كوستا فينتورا على موقع AS.com (الإسبانية)